# 2016年日本週末興行成績1位の映画の一覧
本項目は、2016年の日本全国での各週末 (土・日) における興行成績1位の映画の一覧である。
観客動員数1位の映画の一覧であり、観客動員数1位と興行収入1位とが異なる映画の週は備考欄に記した。ただし、週末興行収入額が全作品で発表されているわけではないため、書き漏れている週末興行収入1位がある可能性もある。

## 一覧
| #  | 週末日付               | 日本週末観客動員数1位の映画                                 | 週末観客動員数 | 週末興行収入     | 備考 | 出典                 |
| -- | ---------------------- | ----------------------------------------------------------- | -------------- | ---------------- | --- | -------------------- |
| 1  | 1月2日、3日            | スター・ウォーズ/フォースの覚醒                             | 52万1980人     | 08億2665万5600円 | 公開3週目（上映開始は2015年12月18日）。                                                                                           | [ 1 ] [ 2 ]          |
| 2  | 1月9日、10日           | スター・ウォーズ/フォースの覚醒                             | 39万1207人     | 06億1964万4800円 | | [ 3 ] [ 4 ]          |
| 3  | 1月16日、17日          | スター・ウォーズ/フォースの覚醒                             | 23万6219人     | 03億8726万5900円 | | [ 5 ] [ 6 ]          |
| 4  | 1月23日、24日          | 信長協奏曲                                                  | 46万5956人     | 06億1598万8400円 | | [ 7 ] [ 8 ]          |
| 5  | 1月30日、31日          | 信長協奏曲                                                  | 46万1321人     | 06億0412万2100円 | | [ 9 ] [ 10 ]         |
| 6  | 2月6日、7日            | オデッセイ                                                  | 33万0223人     | 04億9601万2000円 | | [ 11 ] [ 12 ]        |
| 7  | 2月13日、14日          | オデッセイ                                                  | 27万7427人     | 04億0698万3300円 | | [ 13 ] [ 14 ]        |
| 8  | 2月20日、21日          | オデッセイ                                                  | 19万0575人     | 02億8487万7800円 | | [ 15 ] [ 16 ]        |
| 9  | 2月27日、28日          | 黒崎くんの言いなりになんてならない                          | 15万7680人     | 01億9070万5900円 | 興行収入は『オデッセイ』が1位 (14万5240人、2億1367万1300円) 。                                                                    | [ 17 ] [ 18 ]        |
| 10 | 3月5日、6日            | ドラえもん 新・のび太の日本誕生                             | 54万4816人     | 06億3703万5600円 | | [ 19 ] [ 20 ]        |
| 11 | 3月12日、13日          | ドラえもん 新・のび太の日本誕生                             | 41万5173人     | 04億8542万3800円 | | [ 21 ] [ 22 ]        |
| 12 | 3月19日、20日          | ドラえもん 新・のび太の日本誕生                             | 34万7137人     | 03億9992万9400円 | | [ 23 ] [ 24 ]        |
| 13 | 3月26日、27日          | 暗殺教室 卒業編                                             | 54万4641人     | 06億3919万3900円 | | [ 25 ] [ 26 ]        |
| 14 | 4月2日、3日            | 暗殺教室 卒業編                                             | 33万5418人     | 03億9347万1200円 | | [ 27 ] [ 28 ]        |
| 15 | 4月9日、10日           | 暗殺教室 卒業編                                             | 16万7429人     | 02億0108万5000円 | | [ 29 ] [ 30 ]        |
| 16 | 4月16日、17日          | 名探偵コナン 純黒の悪夢                                     | 93万3781人     | 12億0915万8900円 | | [ 31 ] [ 32 ]        |
| 17 | 4月23日、24日          | 名探偵コナン 純黒の悪夢                                     | 52万2023人     | 06億7920万6300円 | | [ 33 ] [ 34 ]        |
| 18 | 4月30日、5月1日        | 名探偵コナン 純黒の悪夢                                     | 49万0261人     | 05億6225万2800円 | | [ 35 ] [ 36 ]        |
| 19 | 5月7日、8日            | ズートピア                                                  | 28万8041人     | 03億8677万5600円 | 公開3週目（上映開始は4月23日）。                                                                                                  | [ 37 ] [ 38 ]        |
| 20 | 5月14日、15日          | ズートピア                                                  | 35万1049人     | 04億5893万0800円 | | [ 39 ] [ 40 ]        |
| 21 | 5月21日、22日          | ズートピア                                                  | 37万5137人     | 05億0407万3100円 | | [ 41 ] [ 42 ]        |
| 22 | 5月28日、29日          | ズートピア                                                  | 32万4549人     | 04億3867万1300円 | | [ 43 ] [ 44 ]        |
| 23 | 6月4日、5日            | 植物図鑑 運命の恋、ひろいました                             | 26万4270人     | 03億4204万0700円 | 興行収入は『デッドプール』が1位（24万8473人、3億8333万2900円）、『ズートピア』が2位（26万3766人、3億5060万9200円）で、本作は3位。 | [ 45 ] [ 46 ]        |
| 24 | 6月11日、12日          | 64―ロクヨン―後編                                            | 28万2693人     | 03億5409万0400円 | | [ 47 ] [ 48 ]        |
| 25 | 6月18日、19日          | 植物図鑑 運命の恋、ひろいました                             | N/A            | N/A              | 興行収入は『ズートピア』が1位、『貞子vs伽椰子』が2位（14万0581人、1億9854万0600円）で、本作は3位。                                | [ 49 ] [ 50 ]        |
| 26 | 6月25日、26日          | TOO YOUNG TO DIE! 若くして死ぬ                              | 18万8028人     | 02億5811万9400円 | | [ 51 ] [ 52 ]        |
| 27 | 7月2日、3日            | アリス・イン・ワンダーランド/時間の旅                       | 27万3209人     | 04億2545万7700円 | | [ 53 ] [ 54 ]        |
| 28 | 7月9日、10日           | インデペンデンス・デイ: リサージェンス                      | 38万1521人     | 05億7022万5600円 | | [ 55 ] [ 56 ]        |
| 29 | 7月16日、17日          | ファインディング・ドリー                                    | 57万1000人     | 07億4556万0000円 | 18日（海の日）までの成績は92万1766人、11億7418万4200円。                                                                          | [ 57 ] [ 58 ]        |
| 30 | 7月23日、24日          | ONE PIECE FILM GOLD                                         | 82万0830人     | 11億5577万1000円 | | [ 59 ] [ 60 ]        |
| 31 | 7月30日、31日          | シン・ゴジラ                                                | 41万2302人     | 06億2461万0700円 | 29日（公開初日）を含む成績は56万4332人、8億4567万5500円。                                                                         | [ 61 ] [ 62 ]        |
| 32 | 8月6日、7日            | シン・ゴジラ                                                | N/A            | N/A              | | [ 63 ] [ 64 ]        |
| 33 | 8月13日、14日          | ペット                                                      | 37万0000人     | 04億6746万0000円 | 11日（山の日）から14日までの成績は78万9500人、9億8282万0000円。                                                                   | [ 65 ] [ 66 ]        |
| 34 | 8月20日、21日          | ペット                                                      | N/A            | N/A              | 興行収入は『シン・ゴジラ』が1位で、本作は2位。                                                                                    | [ 67 ] [ 68 ] [ 69 ] |
| 35 | 8月27日、28日          | 君の名は。                                                  | 68万8000人     | 09億3000万0000円 | 26日（公開初日）を含む成績は95万9834人、12億7795万8800円。                                                                        | [ 70 ] [ 71 ]        |
| 36 | 9月3日、4日            | 君の名は。                                                  | 86万7000人     | 11億6000万0000円 | | [ 72 ] [ 73 ]        |
| 37 | 9月10日、11日          | 君の名は。                                                  | 85万2000人     | 11億3500万0000円 | | [ 74 ] [ 75 ]        |
| 38 | 9月17日、18日          | 君の名は。                                                  | 80万0000人     | 10億7600万0000円 | | [ 76 ] [ 77 ]        |
| 39 | 9月24日、25日          | 君の名は。                                                  | 63万7000人     | 08億6000万0000円 | | [ 78 ] [ 79 ]        |
| 40 | 10月1日、2日           | 君の名は。                                                  | 65万0000人     | 07億9000万0000円 | | [ 80 ] [ 81 ]        |
| 41 | 10月8日、9日           | 君の名は。                                                  | 51万3000人     | 07億0000万0000円 | | [ 82 ]               |
| 42 | 10月15日、16日         | 君の名は。                                                  | 34万7000人     | 04億6800万0000円 | | [ 83 ]               |
| 43 | 10月22日、23日         | 君の名は。                                                  | 36万0000人     | 04億7600万0000円 | | [ 84 ]               |
| 44 | 10月29日、30日         | デスノート Light up the NEW world                           | 34万2309人     | 04億5864万5800円 | | [ 85 ] [ 86 ]        |
| 45 | 11月5日、6日           | 君の名は。                                                  | 21万8000人     | 02億9700万0000円 | | [ 87 ]               |
| 46 | 11月12日、13日         | 君の名は。                                                  | 19万0000人     | 02億5900万0000円 | | [ 88 ]               |
| 47 | 11月19日、20日         | 君の名は。                                                  | 19万1000人     | 02億5400万0000円 | | [ 89 ]               |
| 48 | 11月26日、27日         | ファンタスティック・ビーストと魔法使いの旅                  | 54万6138人     | 08億2286万2100円 | 23日(公開初日)を含む成績は119万450人、17億円2432万9600円。                                                                        | [ 90 ] [ 91 ]        |
| 49 | 12月3日、4日           | ファンタスティック・ビーストと魔法使いの旅                  | 44万5000人     | 06億7700万0000円 | | [ 92 ]               |
| 50 | 12月10日、11日         | モンスターストライク THE MOVIE はじまりの場所へ             | 39万0416人     | 04億3961万2800円 | 興行収入は『ファンタスティック・ビーストと魔法使いの旅』が1位（38万0000人、5億6600万円）。                                        | [ 93 ]               |
| 51 | 12月17日、18日         | 映画 妖怪ウォッチ 空飛ぶクジラとダブル世界の大冒険だニャン! | 54万5211人     | 06億0803万3100円 | 興行収入は『ローグ・ワン/スター・ウォーズ・ストーリー』が1位（41万3600人、6億5300万円）。                                         | [ 94 ]               |
| 52 | 12月24日、25日         | バイオハザード: ザ・ファイナル                              | 40万1000人     | 06億1900万0000円 | | [ 95 ]               |
| 53 | 12月31日、2017年1月1日 | バイオハザード: ザ・ファイナル                              | 22万0872人     | 03億0423万0300円 | | [ 96 ] [ 97 ]        |

## 特別料金等
上記の表（備考含む）の作品のうち、以下に挙げる作品は特別料金を含む上映も行われた。特別料金も興行収入の金額に含まれる。
- 3D映画
  - スター・ウォーズ/フォースの覚醒
  - オデッセイ
  - ズートピア
  - デッドプール
  - 貞子vs伽椰子
  - アリス・イン・ワンダーランド/時間の旅
  - インデペンデンス・デイ: リサージェンス
  - ファインディング・ドリー
  - ONE PIECE FILM GOLD
  - ペット
  - ファンタスティック・ビーストと魔法使いの旅
  - ローグ・ワン/スター・ウォーズ・ストーリー
  - バイオハザード: ザ・ファイナル
- 4D映画（4DX/MX4D方式）
  - スター・ウォーズ/フォースの覚醒
  - オデッセイ
  - ズートピア
  - デッドプール
  - 貞子vs伽椰子
  - アリス・イン・ワンダーランド/時間の旅
  - インデペンデンス・デイ: リサージェンス
  - ONE PIECE FILM GOLD
  - シン・ゴジラ
  - ファンタスティック・ビーストと魔法使いの旅
  - ローグ・ワン/スター・ウォーズ・ストーリー
  - バイオハザード: ザ・ファイナル

以下の映画は、映倫によるレイティングの対象となり、年齢による入場制限が行われた。
- R18+ (18歳未満の鑑賞を禁止)
  - 該当作品なし
- R15+ (15歳未満の鑑賞を禁止) 
  - デッドプール
- PG12 (小学生には成人保護者の助言・指導が必要) 
  - バイオハザード: ザ・ファイナル